# ユグルタ戦争
ユグルタ戦争（ユグルタせんそう、ラテン語: Bellum Iugurthinum）は、紀元前111年から紀元前105年まで、共和政ローマとヌミディア王ユグルタの間で行われた戦争である。ガイウス・マリウスと、後のローマの独裁官、ルキウス・コルネリウス・スッラの台頭の先駆けとなり、マリウスの軍制改革のきっかけとなった戦争としても知られる。
ヌミディアは、アフリカ北部、現在のチュニジア・アルジェリアの北部に位置していた王国で、第二次ポエニ戦争でローマに味方したマシニッサ以降ローマの友好国となり、彼がカルタゴに攻め込んだことで第三次ポエニ戦争が起きている。マシニッサの後、子のミキプサが王位を継ぎ、その子アドヘルバル(en)とヒエンプサル(en)、そしてミキプサの兄弟だが早死にしたマスタナバルの庶子、ユグルタとの間で起きた王位継承問題にローマが介入し、最終的には勝利する。
ティトゥス・リウィウスらの著作が断片しか伝わっておらず、まとまった記録はサッルスティウスによるものしか残っていない。

## 背景

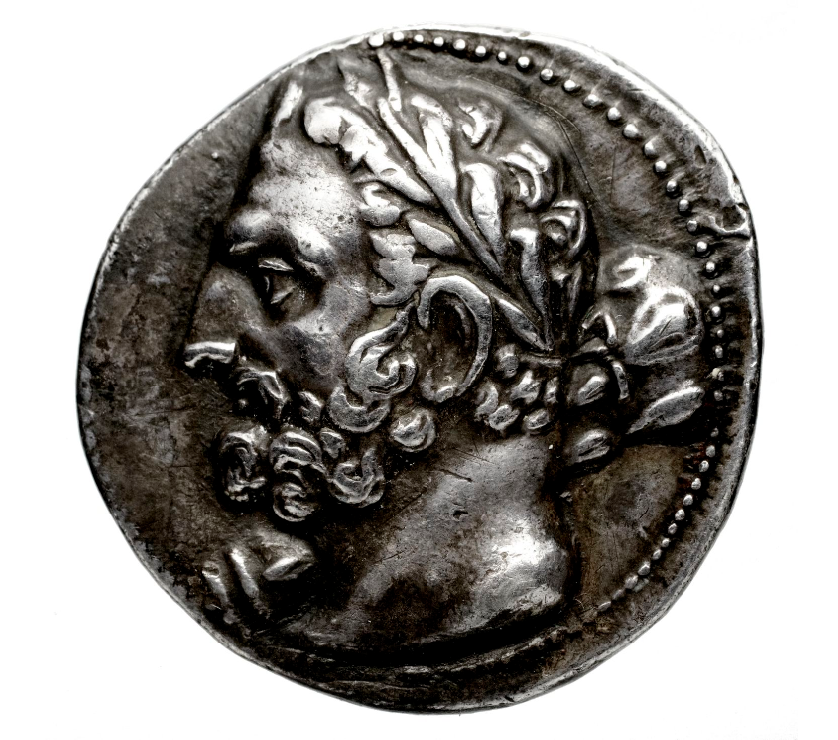
硬貨に刻まれたミキプサ

サッルスティウスによれば、ユグルタは他の2人より優秀だったためミキプサは彼を敬遠し、スキピオ・アエミリアヌス（小スキピオ）によるヌマンティア戦争に参加させて戦死することを望んだが、そこでユグルタは小スキピオも認める活躍をしたため、ミキプサは態度を変え彼を養子にとった。
紀元前118年に死去したミキプサは、死ぬ前に息子たちとユグルタが協力して国を守ることを望んだが、ユグルタはヒエンプサルを殺害しアドヘルバルを攻撃したため、アドヘルバルはローマへ逃げ込み、ヌミディアは実質的にユグルタのものとなったという。
紀元前116年、ローマはルキウス・オピミウスらによる使節団を送り、ユグルタとアドヘルバルはヌミディア分割の協定を結んだが、ユグルタは賄賂で有利に運んだとされる。
サッルスティウスは、ヌマンティアでローマでは何でも金で買えると学習したユグルタは、元老院とオピミウスらを買収し、富んだヌミディア西部を手に入れたとしている。しかし、そもそも実質的に支配してそれを賄賂で認めさせているならばヌミディアを分割する必要もないはずで、実際には西部は東部よりも貧しい土地のため本当に買収できていたのかは疑わしい。アドヘルバルが西部に割り当てられた場合、ローマから遠いその地で知らないうちに殺害される可能性も指摘されている。サッルスティウスは、自分がアフリカ・ノウァ属州（元ヌミディア）総督であったことを利用して、「ローマの全ては売り物である」というテーマを刷り込もうとしているのかも知れないが、それにしては地理的な知識に乏しいところがある。

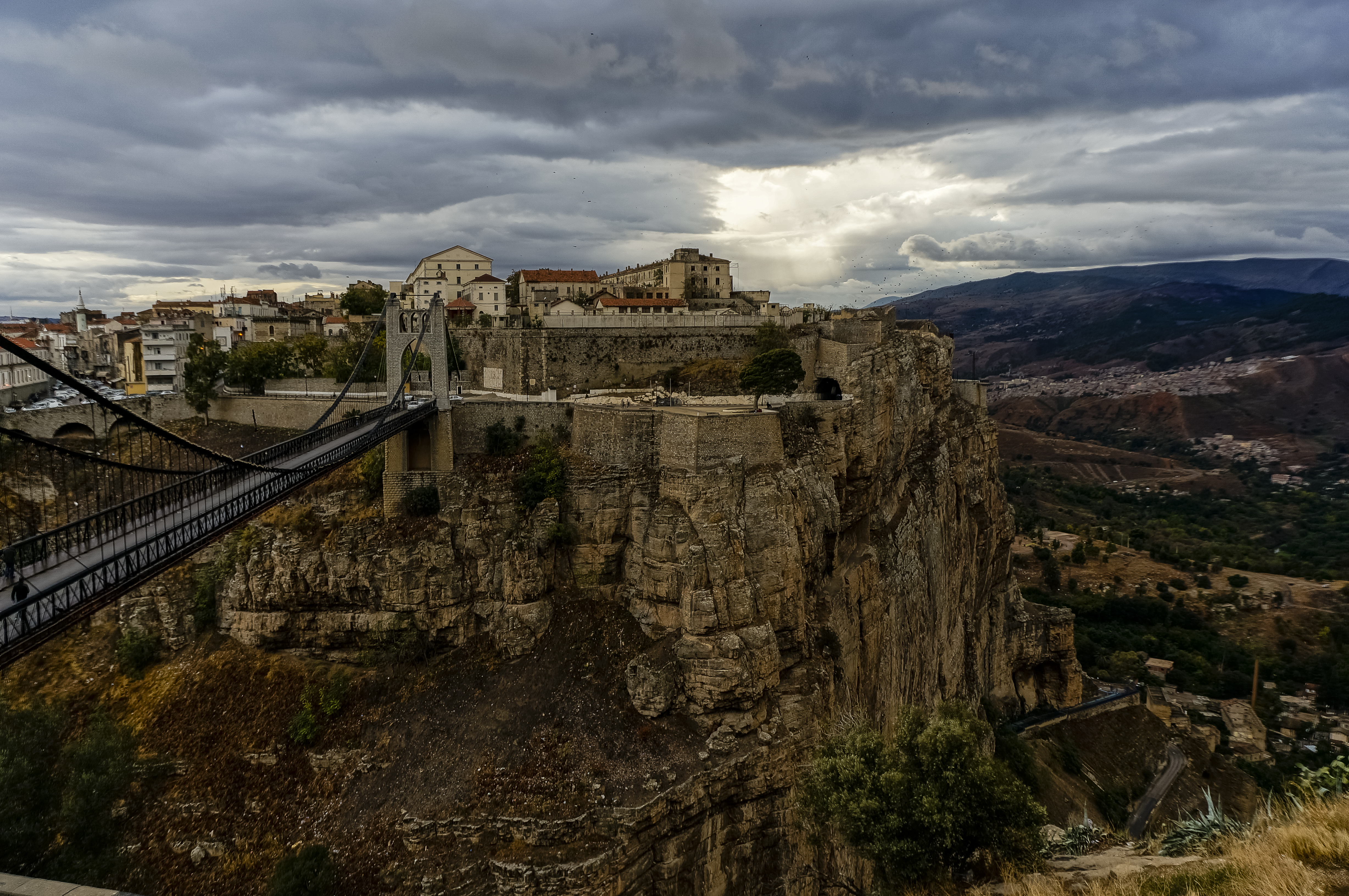
コンスタンティーヌの写真。ここをサッルスティウスは、壁と壕で囲み、塔を建てて攻め立てたとしているが、この描写はかなり信憑性が薄い。

平和は長続きしなかった。紀元前112年、ユグルタはアドヘルバルの王国へ攻め込んだ。アドヘルバルがイタリック人の商売人を味方につけ抵抗していることを知った元老院は若手の使節団を送り込んだが、ユグルタを止めることはできず首都キルタ（現：コンスタンティーヌ）は包囲された。
ローマは更にマルクス・アエミリウス・スカウルスを筆頭とする使節団をヌミディアへと送ったが、サッルスティウスはスカウルスが貪欲であることを強調し、大急ぎで出発した使節団は予想通り何も成果をあげられなかった。事実だけを追ってみれば、プリンケプス・セナトゥス（スカウルス、元老院第一人者）まで急いで送り込んだ元老院は本気であったことがわかる。しかし結局、戦争で商売が中断されているイタリック人商人は内乱を終わらせるためにアドヘルバルをユルグタに差し出し、ユグルタは彼らをまとめて殺害した。
通常の流れであれば、使節団の報告を受けた元老院が戦争の準備に入り、翌年の執政官の担当地域の一つにヌミディアを割り当てたはずだが、サッルスティウスは護民官ガイウス・メンミウスが騒ぎ立てたことによって、買収されていた元老院が重い腰を上げたことにしている。

## 経過

### 降伏
紀元前111年にローマの執政官（コンスル）となったルキウス・カルプルニウス・ベスティアがヌミディアへと侵攻したところ、敢え無くユグルタは降伏したが、ユグルタはベスティアを買収したようにも考えられる。ベスティアの下には、レガトゥス（副官）としてスカウルスがついていた。リウィウスの流れを汲む古代の記録でも、ベスティアが賄賂を受け取ったとされているが、彼らは長く困難な戦争よりも、現実的な解決を選んだのかもしれない。

### 逃亡
しかしローマを出た後、彼は何度か無言のまま、そこをふり返り、最後にこう言ったと伝えられる。「売り物の都よ、買い手がみつかればたちどころに滅びるであろう」。
—サッルスティウス、『ユグルタ戦記』35（栗田伸子訳）

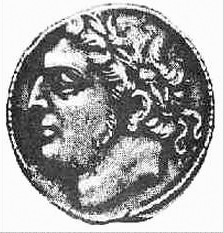
硬貨に刻まれたユグルタ

護民官メンミウスは、スカウルスらがユグルタから賄賂を受け取ったとして告発し、ユグルタをローマに召喚したが、同僚護民官の拒否権で尋問を妨害された。サッルスティウスは、この護民官が買収されていたとするが、これは、コンティオ（市民集会）でユグルタが自分に都合のいいことを言い出すことを防いだとも考えられる。ユグルタは王家の一員でローマに亡命していたマッシウァを暗殺したが、その犯人が捕まると、元老院はローマからの退去を命じ、逃亡したユグルタに対し、ローマは宣戦を布告した。
ここまでサッルスティウスは盛んにユグルタによる買収を描いているが、結局のところ元老院は最初からアドヘルバル側につき、彼の危機には使節団を送って対応し戦争に突入している。

### 再戦
紀元前110年、執政官スプリウス・ポストゥミウス・アルビヌスが指揮を執ったが、ユグルタのゲリラ戦に悩まされ、選挙管理のためローマ市に戻った隙にローマ軍は敗退した。
この敗北で元老院の弱腰に対する民衆の怒りが爆発し、ユグルタの贈賄罪を調査するマミリウス法が成立、オピミウス、ベスティア、アルビヌス、ガイウス・ポルキウス・カト、ガイウス・スルピキウス・ガルバの5人が有罪判決を受け、追放された（翌紀元前109年）。彼らは反グラックス兄弟派であったと考えられている。

### メテッルス
紀元前109年、執政官クィントゥス・カエキリウス・メテッルスがアフリカ北部へと派遣され、ムトゥル川の戦いで勝利するなどしたが一進一退であった。メテッルスは翌年もプロコンスルとして引き続き指揮しキルタまで迫ったが、ボックス1世(en)の援軍を得たユグルタの抵抗は続いた。ローマ軍の内部では、メテッルスとその配下のレガトゥスであったガイウス・マリウスとの間に亀裂が出来ていた。マリウスは、臓卜師に「なにかとてつもないことが貴男の身に起る」と告げられていたとも伝わるが、マミリウス法で執政官選挙候補が失脚したことを知り、勝負に出た可能性もある。
紀元前108年、メテッルスとの間が修復不可能となったマリウスはローマへと戻ると選挙に立候補し、翌年の執政官に選出された。マリウスはプレプス民会決議でユグルタ戦争のインペリウム（指揮権）を付与された。マリウスはアフリカに渡る前に、今まで徴兵されていなかった無産階級からも兵士に登録した。

### マリウス
紀元前107年、マリウスは執政官となり恐らくこの年のほとんどを訓練に費やした。同僚執政官ルキウス・カッシウス・ロンギヌスは、ティグリニ族相手に敗死している。マリウスはクァエストル（財務官）の一人にスッラを指名し、騎兵を預けた。

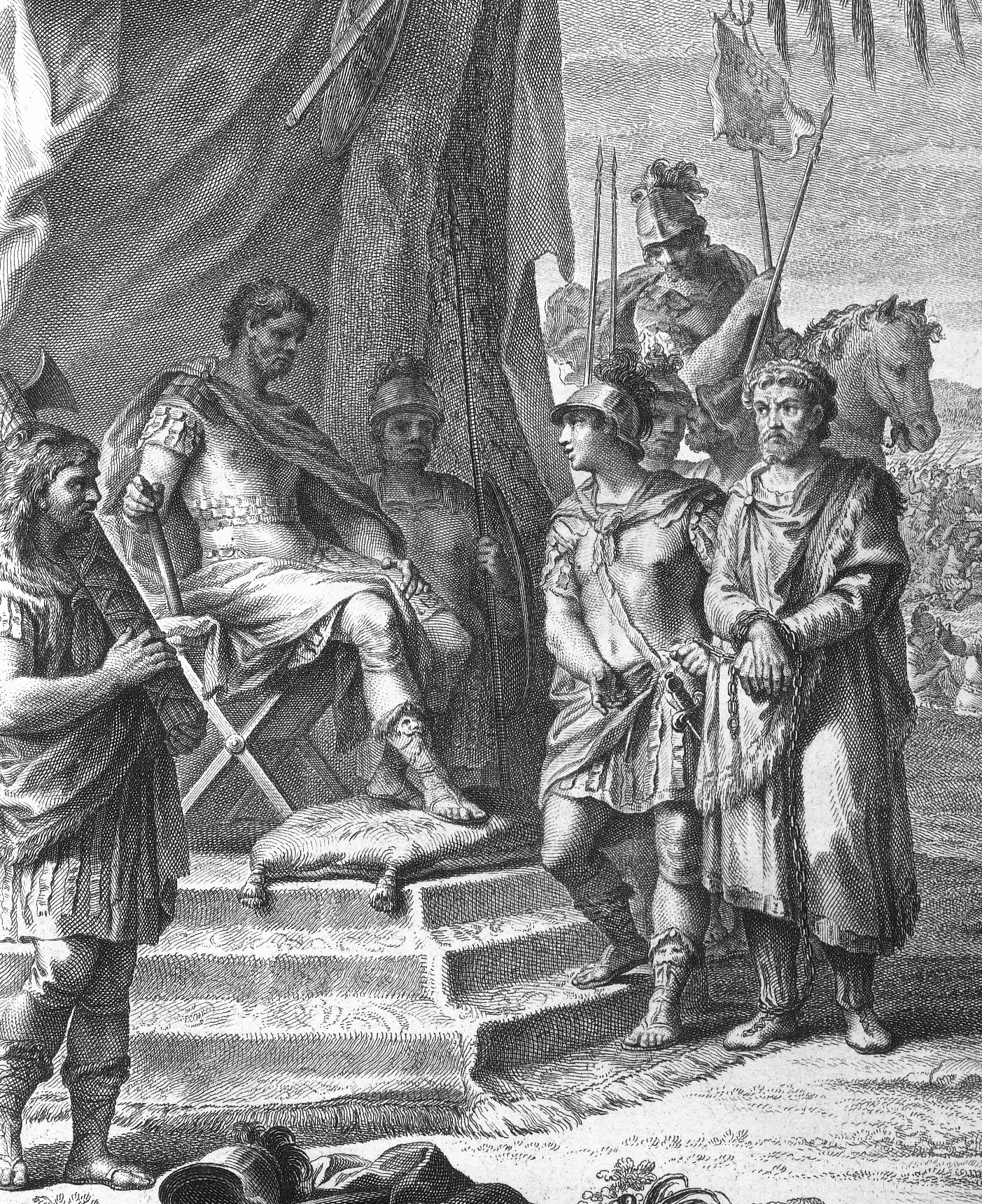
捕らえられたユグルタ

紀元前106年、帰国したメテッルスはユグルタに対する勝利の凱旋式を挙行した。ヌミディア西部に攻め込んだマリウスは苦戦の末にキルタ周辺で冬営することを決め、スッラにボックスを切り崩す工作を行うように指示した。
紀元前105年、この年の執政官グナエウス・マッリウス・マクシムスは、大カエピオと共にキンブリ族に大敗している。ボックスと交渉していたスッラは、ユグルタを引き渡させることに成功した。これで勝利を収めたマリウスは帰国するが、翌年の執政官にすでに選出されていた。

### 戦後
紀元前104年、マリウスは新年に凱旋式を行ったが、キンブリ・テウトニ戦争のインペリウムを付与された。スッラは引き続きマリウスの下でレガトゥスを務めている。ユグルタはローマへ送られてトゥッリアヌムへ抑留され、凱旋式の際に処刑された。

## 評価
一般的に、内乱の一世紀において、ユグルタ戦争はマリウスの軍制改革のきっかけとなった重要な事件であり、その後軍団の私兵化によってカエサルらの軍閥が生まれ、共和政が終わったとされる。サッルスティウスはこの戦争を取り扱った理由について、それが激戦であり、またノビレス（貴族）に対する抵抗が初めて行われたからであるとしており、サッルスティウス自身はポプラレス（民衆派）という用語は使っていないが、その後のオプティマテス（閥族派）との政治抗争の一環として捉えていたとも考えられる。しかしこうした二派の政争という見方は、19世紀に考案されたもので、1990年代の時点で一般的なものではないとする学者もいる。
サッルスティウスは、ユグルタが買収によってローマを翻弄する姿を描き、「ローマは売り物である」というテーマを強調するため、物語を注意深く構成しているが、事実を追えば、買収の効果はほとんどあがっていない。当時の議員が友好国から、特に支持を得ようとする者から贈り物を受け取るのは、よくあることに過ぎず、贈賄で有罪判決を受けた者たちも、政治的な目的から訴追された可能性があり、特に元老院が腐敗していたとは考えられないとする学者もいる。この訴追の根拠となったマミリウス法の表現は曖昧で、アフリカにいなくても訴追される可能性があり、最初から反グラックス派を狙ったものとも考えられ、当時元老院を主導していた反グラックス派を追い落とすため、腐敗をねつ造した可能性すらあると考える学者もいる。
アルチュール・ランボーの最初期の作品の一つに、ユグルタの霊がアルジェリアの子供を宗主国への抵抗運動に導く『ジュギュルタ』（1869年）があるが、フランスの植民地であった北アフリカ諸国では、植民地主義と戦う者としてユグルタを評価する研究も行われた。